# شکم پاریس
شکم پاریس (انگلیسی: Le Ventre de Paris) سومین رمان از مجموعهٔ بیست جلدی روگن ماکار، اثر امیل زولا نویسنده، روزنامه‌نگار، نمایش نامه نویس فرانسوی است که در سال ۱۸۷۳ انتشار یافت. داستان این کتاب زولا در اطراف محلهٔ له‌ال در قرن نوزدهم و مسائل پیرامون افراد این محوطه می‌گردد و در حقیقت خاستگاه اصلی کتاب آنجا است. این کتاب اولین کار زولا است که به‌طور کامل به طبقهٔ کارگر اختصاص داشته و در این زمینه نگارش شده است.

## شرح خلاصه‌ای از کتاب
بازسازی محلهٔ له‌ال در طول دوران امپراتوری دوم فرانسه که به عنوان بزرگ‌ترین مرکز خرید عمده و خرده فروشی مواد غذایی و فراورده لبنی است نقطهٔ عطف این داستان زولا می‌باشد. نام طعنه‌آمیز «شِکم پاریس» از جانب نویسنده برای آن انتخاب گردیده است. این کتاب از سال ۱۸۸۸ به زبان انگلیسی چاپ گردید و در زبان انگلیسی برای اسم کتاب ترجمه‌های مختلفی استفاده گردید که هیچ‌کدام رساتر از نام کتاب اصلی نبود. شخصیت اصلی کتاب به نام فلورنت، یک زندانی سیاسی فراری است که در زمان کودتای فرانسه به سال ۱۸۵۱ به اشتباه بازداشت شد؛ او به برادر خوانده اش به نام کنو و همسرش لیزا پناه می‌بَرَد و آن‌ها کاری با عنوان بازرس یا متخصص ماهی در محلهٔ له‌ال برای او فراهم می‌کنند تا مشغول شود، اما فلورنت مجدداً گرفتار یک طرح سوسیالیستی بی‌فایده و از پیش شکست خورده علیه امپراتوری می‌شود، فلورنت دستگیر و در دادگاه دوباره محکوم به تبعید می‌گردد.